# Maman Fonfon
Maman Fonfon est le nom du personnage principal de l'émission de télévision destinée aux jeunes enfants Fon Fon diffusée entre le 12 novembre 1955 et le 26 mai 1962 à la Télévision de Radio-Canada. L'interprète de Maman Fonfon était Claudine Vallerand (1908-2001). Elle chantait également pour clore l'émission, la chanson thématique des petites marionnettes: « ... Maman Fonfon ... Les petites marionnettes ... Trois petits tours et puis s'en vont. »
Selon les sources Maman Fonfon pouvait également s'écrire Maman Fon Fon.

## Discographie
- Maman Fonfon raconte et chante, RCA Victor[1]
- Maman Fonfon - Les petits enfants du monde, RCA Victor
- Maman Fonfon - La colère du temps perdu - Les quatre saisons, RCA Victor
- La T.V. pour les petits avec Maman Fon Fon et Monsieur Surprise : Face 1 : Monsieur Surprise (Pierre Thériault) : Le Calendrier (Douze chansons enfantines, décrivant chaque mois de l’année.); Face 2 : Maman Fon Fon : 1. Berceuse À Jésus; 2. Je Range Mes Joujoux; 3. Le Petit Chaperon Rouge; 4. Le Grand Quai De Rimouski. Disques Mignon, No. MM-2, Lachine.

## Commentaire
À l'automne 1958, Maman Fonfon anime deux fois par semaine un segment dans Nursery School Time (en) sur le réseau CBC.